# نوار (اسم)
نوار هو اسم علم مذكر ومؤنث من أصل عربي، ومعناه هو الشديد النور.

## الأصل اللغوي
يعود اصل اسم نوار إلى معنى النور أو كثير النور ونوع من أنواع الزهور يسمى (النَوّار) ويوجد هذا الاسم بكثرة في الأردن وفي مناطق مختلفة من الشرق الأوسط لدى العرب وغيرهم مثل الأكراد[بحاجة لمصدر].

## شخصيات تحمل الاسم
- نوار الساحلي (سياسي لبناني، 1967 –)
- نوار المحمود (سياسي بحريني)
- نوار بلبل (25 أبريل 1973 –)
- نوار يزبك (1994 –)
- نوار يوسف (ممثلة سورية، 15 أكتوبر 1984 –)

## وصلات خارجية
- موسوعة السلطان قابوس لأسماء العرب